# 아스테리온
그리스 신화에서 아스테리온(→별들의 군주)은 크레타의 성스러운 왕을 나타낸다. 최초의 아스테리온 또는 아스테리우스는 넬레우스와 클로리스의 아들로 크레타의 왕으로 불렸다. 그는 에우로페의 배우자이며 그녀와 제우스의 아이의 계부였다. 그는 자신의 역할을 달성하기 위해 황소의 형상을 지녔다.